# Jean-Léon Gérôme
Jean-Léon Gérôme (sinh ngày 11 tháng 5 năm 1824 – mất ngày 10 tháng 1 năm 1904) là họa sĩ và nhà điêu khắc theo chủ nghĩa học viện người Pháp. Các tác phẩm của Gérôme có chủ đề đa dạng, từ thần thoại Hy Lạp đến văn hóa phương Đông.

## Tác phẩm

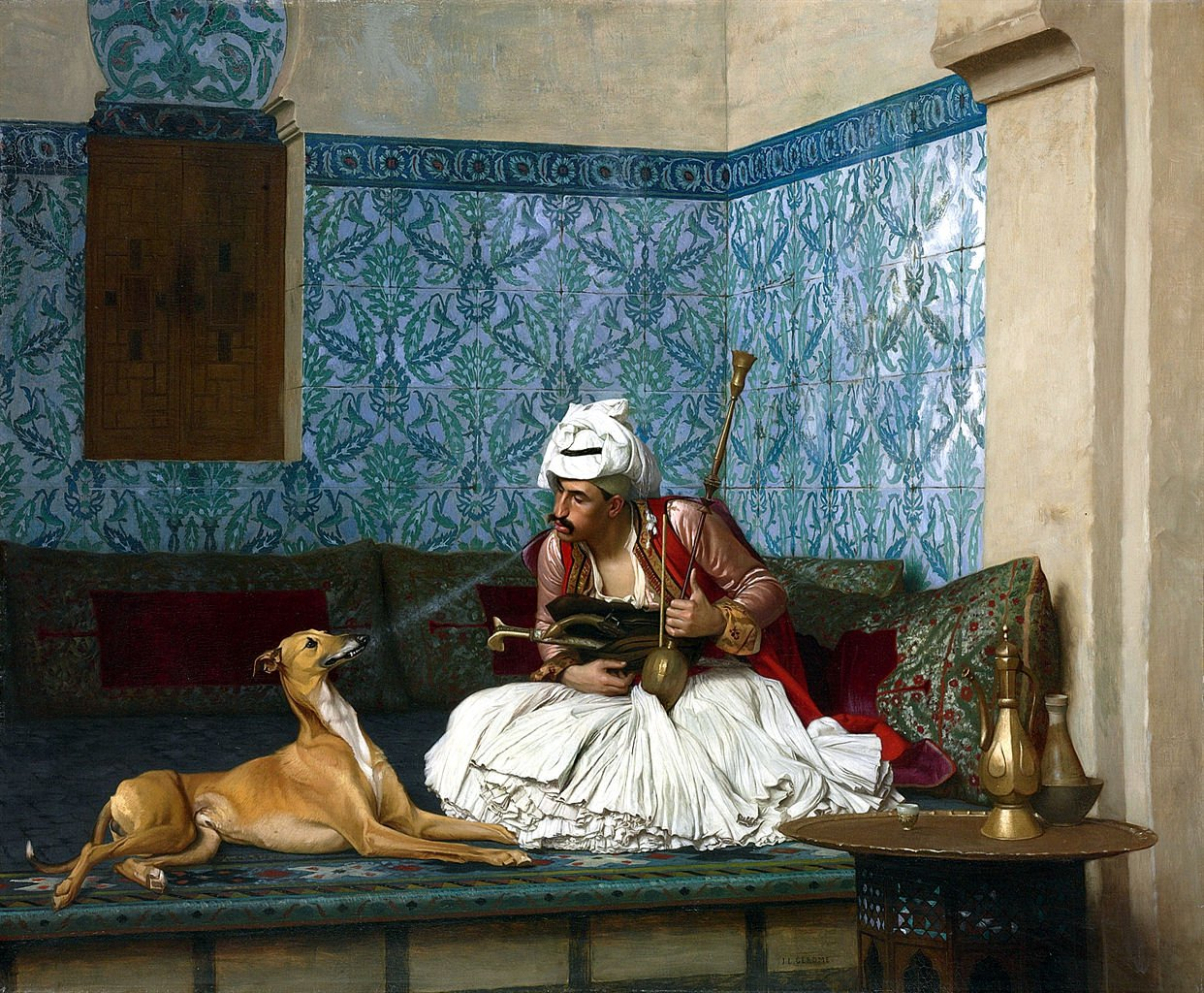
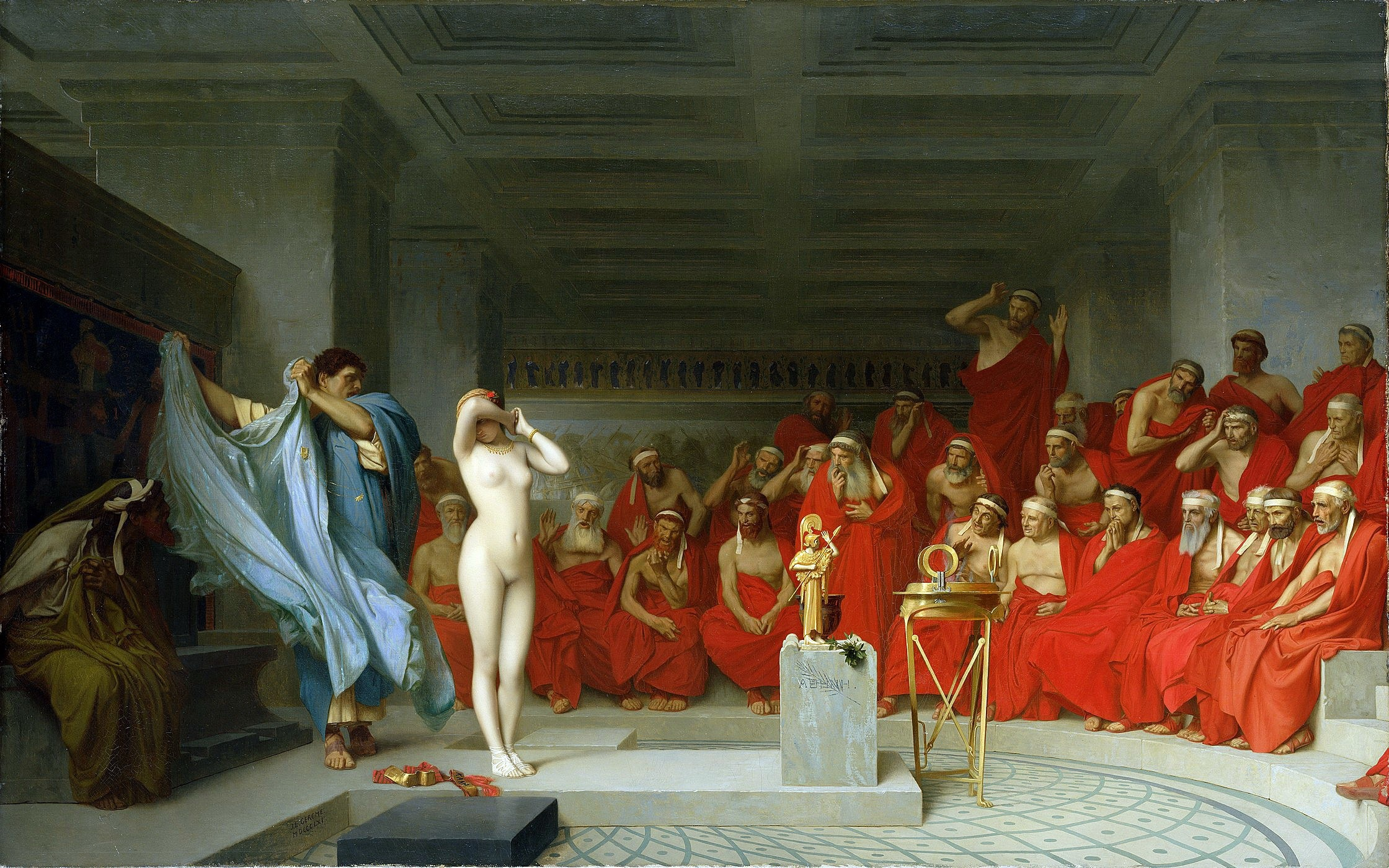
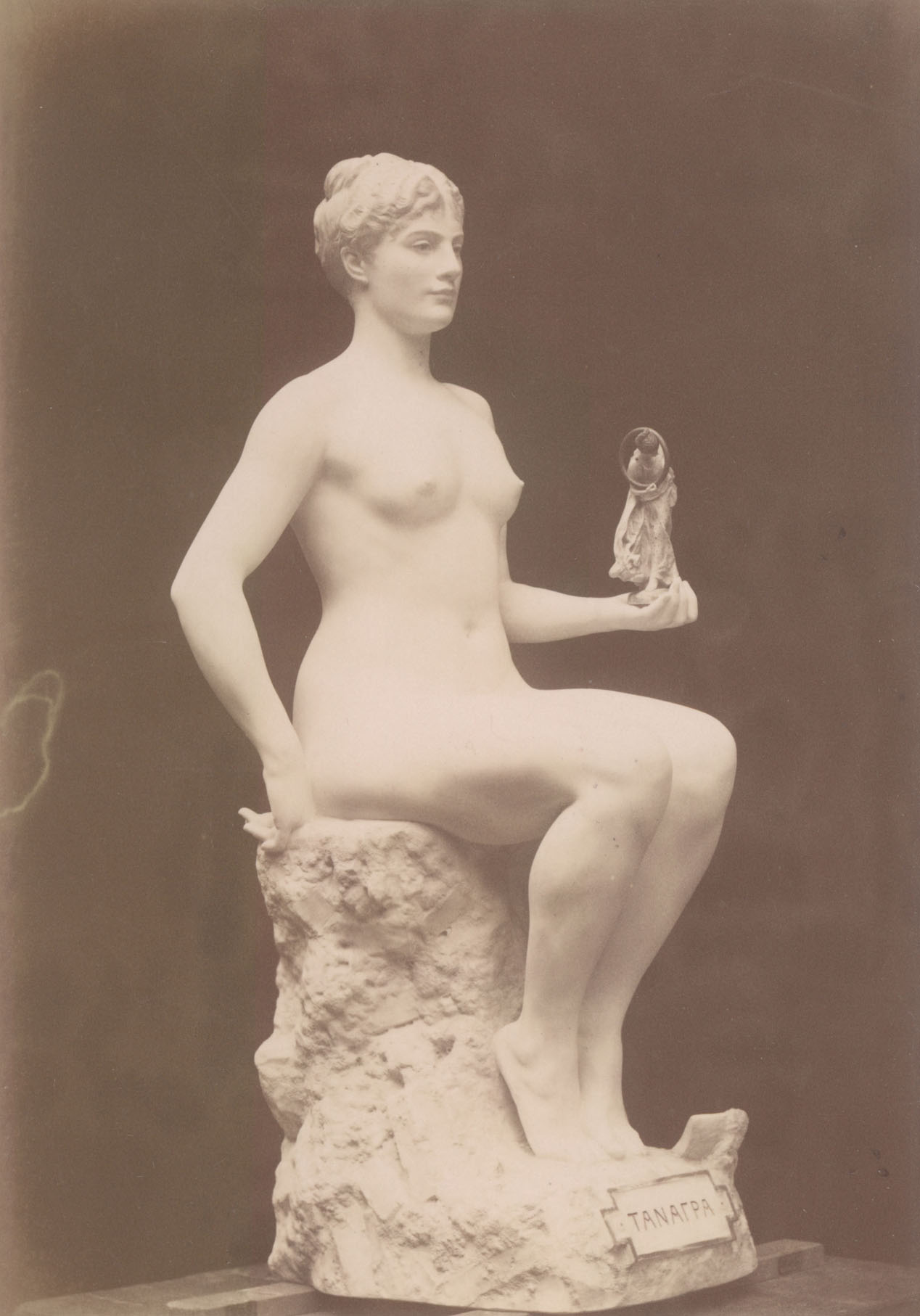